# Palacio de deportes de Alcira
El Palacio de deportes de Alcira (en valenciano: Palau d'esports d'Alzira) es un pabellón de la ciudad de Alcira (España). Es el lugar de entrenamientos y partidos
del Alzira FS de Segunda División de fútbol sala. Tiene capacidad para 2.800 espectadores.

## Historia
El pabellón se fundó en el año 1990 y es de uso municipal , por lo que se usa para distintos deportes , aunque principalmente para el Fútbol sala que lo utiliza el club Alzira FS, también se utiliza para partidos con sede neutral, como la final del play-off del ascenso a Segunda B de la temporada 2020-21 que ganó el FS Picassent al Irefank Elche.
Se disputó la Supercopa de España de fútbol sala 2023 en la cual participaron: Movistar Inter , FC Barcelona , ElPozo Murcia y UMA Antequera.

## Instalaciones
Contiene una pista polideportiva de suelo de parqué donde se practican los siguientes deportes: Fútbol sala, Voleibol, Balonmano y Gimnasia rítmica.